# Mitchell Dijks
Mitchell Clement Dijks (Purmerend, 9 febbraio 1993) è un calciatore olandese, difensore svincolato.

## Biografia
Primo olandese della storia del Bologna, la tifoseria rossoblù lo ha soprannominato “il trattore” perché correndo sempre avanti e indietro sulla sua fascia di competenza sembra che ari il campo. Egli ha dimostrato di apprezzare il nomignolo affibbiatogli presentandosi al centro di allenamento a Casteldebole proprio a bordo di un trattore.

## Carriera

### Club

#### Ajax
Nato a Purmerend, Dijks è entrato nel settore giovanile dell'Ajax nel 2009. Mentre giocava per la squadra giovanile dell'Ajax nel 2011-12, Dijks ha aiutato la sua squadra a vincere il titolo della Nike Eredivisie. Ha fatto il suo debutto in prima squadra il 5 agosto 2012 contro il PSV Eindhoven nel Johan Cruijff Schaal. Ha esordito in campionato con l'Ajax il 19 agosto 2012 contro il N.E.C., giocando 79 minuti prima di essere sostituito da Joël Veltman. Nella sua prima stagione ha fatto un totale di 6 apparizioni in campionato, vincendolo.

#### Prestito all'Heerenveen, Willem II
Per l'Eredivisie 2013-2014, Dijks viene girato in prestito all'Heerenveen dove colleziona 24 presenze.
Il 28 agosto 2014 firma un contratto di 2 anni con il Willem II, squadra con cui colleziona 28 presenze.

#### Norwich
Il 26 giugno 2015, l'Ajax ha annunciato di aver ricomprato Dijks dal Willem II. Dopo due stagioni e 59 presenze totali nell'Ajax, a gennaio 2017 Dijks viene girato in prestito al Norwich City. Ha segnato il suo primo gol il 7 febbraio 2017 in un pareggio per 2-2 contro il Wigan.

#### Bologna
Nell'estate 2018 passa a titolo definitivo al Bologna. Segna il suo primo gol con la maglia rossoblu il 12 agosto 2018 nella partita di Coppa Italia contro il Padova. Esordisce in serie A la settimana successiva nella sfida casalinga con la SPAL, segnando il primo gol l'8 aprile 2019 nella marcatura che chiude il successo per 3-0 sul Chievo.
Nella stagione seguente, dopo solo 5 presenze, subisce una lesione al secondo dito del piede destro che lo terrà fermo per 5-6 mesi. Il 31 agosto 2022, dopo aver iniziato la stagione con i felsinei senza mai scendere in campo, trova l'accordo per la risoluzione consensuale. Complessivamente in quattro anni a Bologna ha messo insieme 78 presenze e 2 gol.

#### Vitesse e Fortuna Sittard
Due giorni dopo fa ritorno in patria firmando un contratto annuale più opzione con il Vitesse. Con il club di Arnhem gioca solo 7 partite di Eredivisie e rimane svincolato al 30 giugno 2023.
Il 18 luglio seguente firma un contratto annuale con Il Fortuna Sittard.

### Nazionale
Ha rappresentato le varie giovanili olandesi, a partire dall'Under-16, giocando sino all'Under-20.
Viene convocato per la prima volta nella nazionale olandese nel marzo 2016 per le amichevoli contro Francia e Inghilterra.

## Statistiche

### Presenze e reti nei club
Statistiche aggiornate al 31 agosto 2022.
| Stagione        | Squadra         | Campionato      | Campionato | Campionato | Coppe nazionali | Coppe nazionali | Coppe nazionali | Coppe europee | Coppe europee | Coppe europee | Altre coppe | Altre coppe | Altre coppe | Totale | Totale |
| Stagione        | Squadra         | Comp            | Pres       | Reti       | Comp            | Pres            | Reti            | Comp          | Pres          | Reti          | Comp        | Pres        | Reti        | Pres   | Reti   |
| --------------- | --------------- | --------------- | ---------- | ---------- | --------------- | --------------- | --------------- | ------------- | ------------- | ------------- | ----------- | ----------- | ----------- | ------ | ------ |
| 2012-2013       | Ajax            | ED              | 6          | 0          | CO              | 2               | 0               | UCL+UEL       | 0             | 0             | SO          | 1           | 0           | 8      | 0      |
| 2013-2014       | Heerenveen      | ED              | 24         | 0          | CO              | 3               | 0               | -             | -             | -             | -           | -           | -           | 27     | 0      |
| 2014-2015       | Willem II       | EED             | 28         | 0          | CO              | 0               | 0               | -             | -             | -             | -           | -           | -           | 28     | 0      |
| 2015-2016       | Ajax            | ED              | 29         | 0          | CO              | 1               | 0               | UCL+UEL       | 1+8           | 0             | -           | -           | -           | 39     | 0      |
| 2016-gen. 2017  | Ajax            | ED              | 12         | 0          | CO              | 2               | 0               | UCL+UEL       | 0-6           | 0             | -           | -           | -           | 20     | 0      |
| gen.-giu. 2017  | Norwich City    | FLC             | 15         | 1          | FACup+CdL       | 0               | 0               | -             | -             | -             | -           | -           | -           | 15     | 1      |
| 2017-2018       | Ajax            | ED              | 9          | 0          | CO              | 0               | 0               | UCL+UEL       | 0             | 0             | -           | -           | -           | 8      | 0      |
| Totale Ajax     | Totale Ajax     | Totale Ajax     | 55         | 0          |                 | 5               | 0               |               | 15            | 0             |             | 1           | 0           | 76     | 0      |
| 2018-2019       | Bologna         | A               | 25         | 1          | CI              | 3               | 1               | -             | -             | -             | -           | -           | -           | 28     | 2      |
| 2019-2020       | Bologna         | A               | 13         | 0          | CI              | 1               | 0               | -             | -             | -             | -           | -           | -           | 14     | 0      |
| 2020-2021       | Bologna         | A               | 20         | 0          | CI              | 0               | 0               | -             | -             | -             | -           | -           | -           | 20     | 0      |
| 2021-2022       | Bologna         | A               | 17         | 0          | CI              | -               | -               | -             | -             | -             | -           | -           | -           | 17     | 0      |
| Totale Bologna  | Totale Bologna  | Totale Bologna  | 74         | 1          |                 | 4               | 1               |               | -             | -             |             | -           | -           | 78     | 2      |
| 2022-2023       | Vitesse         | E               | 7          | 0          | CO              | 0               | 0               | -             | -             | -             | -           | -           | -           | 7      | 0      |
| 2023-2024       | Fortuna Sittard | E               | 27         | 0          | CO              | 3               | 0               | -             | -             | -             | -           | -           | -           | 30     | 0      |
| Totale carriera | Totale carriera | Totale carriera | 229        | 2          |                 | 15              | 1               |               | 15            | 0             |             | 1           | 0           | 260    | 3      |

## Palmarès

### Club
- Campionato olandese: 1

Ajax: 2012-2013